# Małgorzata Chmielewska (piłkarka ręczna)
Małgorzata Chmielewska (ur. 27 czerwca 1957 w Gorzowie Wielkopolskim, zm. 16 lipca 2024) – polska piłkarka ręczna, mistrzyni Polski.

## Życiorys
Występowała na pozycji bramkarki. Początkowo grała w klubach gorzowskich - Zniczu i Warcie. Od 1978 była zawodniczką Pogoni Szczecin i w 1979 awansowała z nią do I ligi, w 1983, 1986 i 1991 została mistrzynią Polski, w 1984, 1989, 1990 sięgnęła po wicemistrzostwo Polski, w 1985, 1987 po brązowy medal mistrzostw Polski. W 1986 zdobyła ze swoją drużyną Puchar Polski. Odeszła z drużyny w trakcie sezonu 1991/1992.